# Мехкешты
Мехкешты (чечен. Мехкаштӏехьа) — село в Ножай-Юртовском районе Чеченской Республики. Входит в состав Ножай-Юртовского сельского поселения.

## География
Село расположено в верховьях одного из правых притоков реки Ямансу, в 4 км к югу от районного центра — Ножай-Юрт и в 93 км к юго-востоку от города Грозный.
Ближайшие населённые пункты: на севере — сёла Ножай-Юрт и Чурч-Ирзу, на востоке — село Зандак, на юго-востоке — село Чечель-Хи, на юге — село Даттах, на юго-западе — село Зандак-Ара, на западе — село Бильты и на северо-западе — сёла Рогун-Кажа и Ишхой-Хутор.

## Население
| 1990 | 2002 | 2010 |
| ---- | ---- | ---- |
| 175  | ↘138 | ↗181 |

## Образование
- Махкетинская государственная средняя общеобразовательная школа[8]